# 三老四严

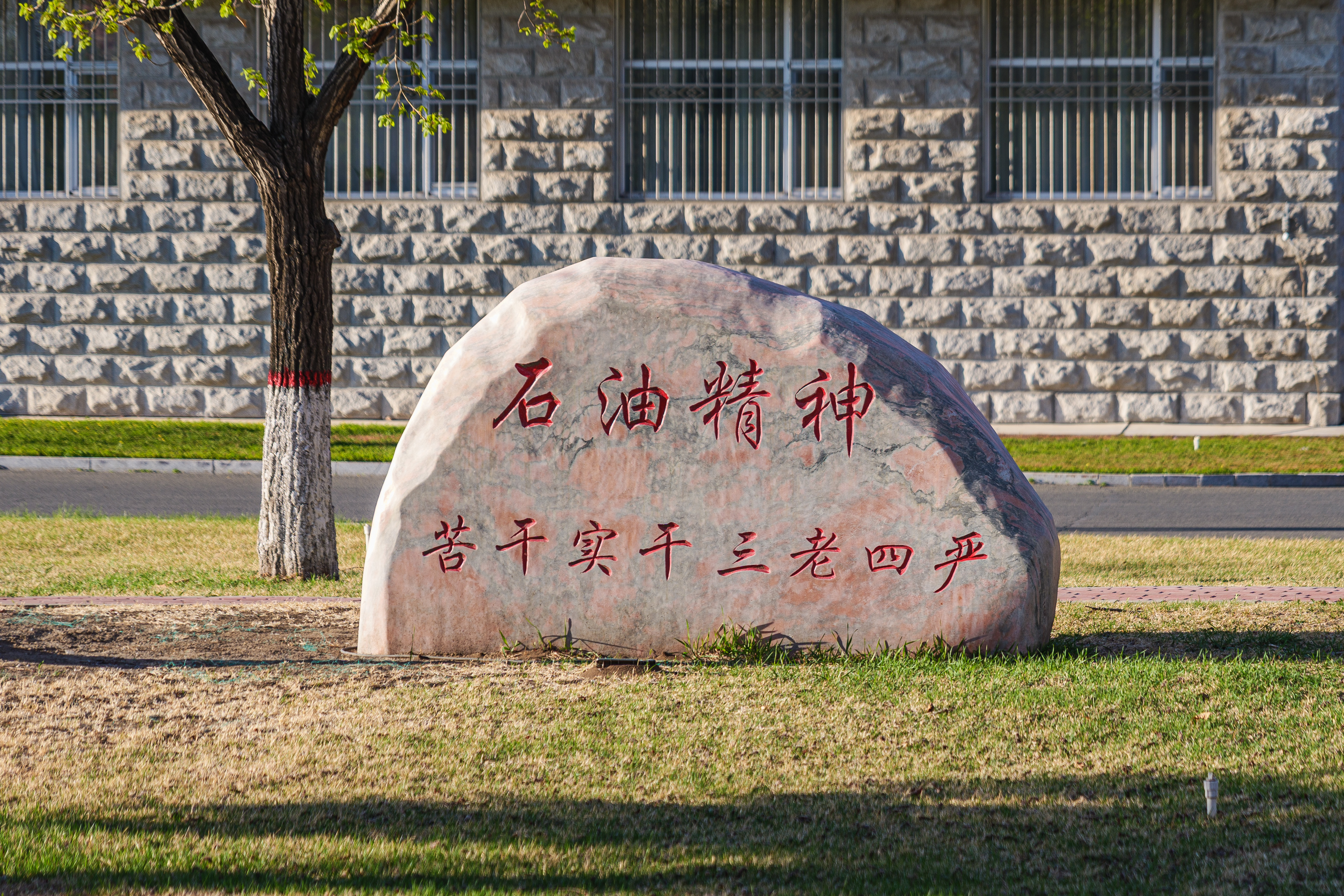
大庆油田第一采油厂办公楼院内的“石油精神”刻字石

三老四严，是中国于1960年代开始大力宣传的工作作风与企业文化精神。具体内容是：
|  | 当老实人，说老实话，办老实事；严格的要求、严密的组织、严肃的态度、严明的纪律。 |

## 历史
1960年开始的大庆石油会战中，大庆采油一厂中四队的一名学徒工操作失误，挤扁了刮蜡片，隐瞒不报。队长辛玉和知道后，组织全队在这口采油井前召开事故分析现场会，经广泛深入的讨论，总结提炼为“三老四严”的作风与精神。
1964年5月，石油部第一次政治工作会议，“三老四严”被全面推广。写入当年颁布的《中华人民共和国石油工业部工作条例（草例）》。 
1964年中共中央对全国工业战线提出“工业学大庆”的号召。此后15年间，三老四严成为重要的企业文化精神向全国推广。